# فریجوف کاپرا
فریجوف کاپرا (آلمانی: Fritjof Capra؛ زاده ۱ فوریهٔ ۱۹۳۹) یک فیزیک‌دان در زمینه نظریه سامانه‌ها اهل ایالات متحده آمریکا است.